# Barbara A. Schaal
Pour les articles homonymes, voir Schaal.
 (mars 2023).
Barbara Anna Schaal (née en 1947 à Berlin, Allemagne, naturalisée en 1956) est une biologiste évolutionniste américaine, professeure à l'université de Washington et vice-présidente de la National Academy of Sciences. Elle est la première femme à être élue vice-présidente de l'Académie. Depuis avril 2009, Schaal siège au Conseil présidentiel des conseillers pour la science et la technologie (PCAST),.

## Enfance et formation
M. Barbara Schaal grandit à Chicago, obtient un diplôme de biologie à l'université de l'Illinois à Chicago, et un doctorat à l'université Yale en 1974.

## Domaine d'expertise
Barbara Schaal est surtout connue pour ses travaux sur la génétique des espèces végétales. Elle est particulièrement connue pour ses études qui utilisent les données de la génétique moléculaire pour comprendre les processus évolutifs tels que le flux de gènes, la différenciation géographique et la domestication des espèces cultivées.

## Carrière
Elle enseigne à l'université de Houston et à l'université d'État de l'Ohio avant de rejoindre l'université de Washington en 1980, où elle est présidente du département de biologie. En 2009, Barbara Schaal est nommée professeure distingué Mary-Dell Chilton en arts et sciences à l'université de Washington. Elle était auparavant directrice du Tyson Research Center et est présidente de la Botanical Society of America et présidente de la Society for the Study of Evolution,.
Barbara Schaal devient doyenne des arts et des sciences de l'université de Washington le 1er janvier 2013. En 2015, Barbara Schaal est élue présidente de l'Association américaine pour l'avancement des sciences et prend ses fonctions en 2016,. Dans son discours de présidente lors de la réunion annuelle 2017 de l'AAAS, qui s'est tenue du 16 au 20 février à Boston, intitulée Science et technologie pour le bien public. 16-20 février à Boston, elle discute de la valeur de la science et déclare à l'auditoire composé de scientifiques, d'étudiants, de journalistes et de communicateurs scientifiques que « c'est notre obligation en tant que scientifiques et citoyens de parler en faveur de la science et d'être une force pour la science ».
Barbara Schaal crée le Distinguished Teaching Award et le Faculty Leadership Award en 2014 afin de reconnaître un engagement exceptionnel envers Arts & Sciences et ses étudiants.